# Isosaari (ö i Finland, Lappland, Norra Lappland, lat 69,03, long 26,87)
Isosaari eller Rautukutusaari, nordsamiska: Rávdukođosuálui, är en ö i Finland. Den ligger i sjön Muddusjärvi och i kommunen Enare i den ekonomiska regionen Norra Lappland och landskapet Lappland, i den norra delen av landet, 1 000 km norr om huvudstaden Helsingfors. Öns area är 0,6 hektar och dess största längd är 140 meter i sydöst-nordvästlig riktning.